# Estació de Caldes de Malavella
Caldes de Malavella és una estació de ferrocarril propietat d'adif situada a l'est de la població de Caldes de Malavella, a la comarca de la Selva. L'estació es troba a la línia Barcelona-Girona-Portbou i hi tenen parada trens de la línia R11 dels serveis regionals de Rodalies de Catalunya, operats per Renfe Operadora.
Aquesta estació de la línia de Girona va entrar en servei l'any 1862 quan va entrar en servei el tram construït per la Camins de Ferro de Barcelona a Girona (posteriorment esdevindria TBF) entre Maçanet-Massanes i Girona.
L'any 2016 va registrar l'entrada de 225.000 passatgers.

## Edifici
L'edifici de l'estació de Caldes de Malavella és una obra inclosa en l'Inventari del Patrimoni Arquitectònic de Catalunya. És una estació situada al nucli urbà, al final de l'avinguda Dr. Furest. Es compon de tres cossos, el principal, de planta baixa (dedicada als serveis de l'estació) i dos pisos (habitatges). Els cossos laterals només tenen planta baixa i pis. A la part superior hi ha terrasses. Totes les obertures són d'arc rebaixat, escepte les de l'últim pis del cos central que, són rectangulars i geminades. A més totes elles están remarcades per una petita motllura, igual que les cantonades i els angles de l'edifici. La cornissa és motllurada i les terrasses estan ornamentades amb pinacles i un medalló central. A l'interior, profusa ornamentació ceràmica, amb motius vegetals.

## Serveis ferroviaris
| Procedència/Destinació                     | <    | Línia | >                  | Procedència/Destinació                        |
| ------------------------------------------ | ---- | ----- | ------------------ | --------------------------------------------- |
| Rodalia de Girona                          |      |       |                    |                                               |
| L'Hospitalet de Llobregat                  | Sils |       | Riudellots         | Figueres Portbou                              |
| Serveis regionals de Rodalies de Catalunya |      |       |                    |                                               |
| Barcelona-Sants                            | Sils |       | Riudellots Girona¹ | Girona Figueres Portbou Cervera de la Marenda |

1. Els Catalunya Exprés no efectuen parada ni a Riudellots ni a Fornells de la Selva sent la següent o anterior Girona.

Rodalia de Girona
El Pla de Transport de Viatgers de Catalunya (PTVC) 2008-2012 preveu la creació d'una xarxa de rodalia a Girona, aquesta estació seria una de les estacions on trens de rodalia tindrien parada.